# Круклиньш, Андрей
Андрей Кру́клиньш (латыш. Andrejs Krūkliņš, в русских документах также Андрей Круклин; 10 января 1891, Рига — 30 ноября 2001) — латышский легкоатлет.
Участвовал в Олимпийских играх 1912 года, на которых выступал в соревнованиях по бегу на 1500 метров и марафоне. В беге на 1500 метров он выбыл в первом раунде, не окончив забег. Он также не окончил марафон. Состоял в клубе Ригас Аматерис (латыш. Rīgas Amatieris).

## Личные рекорды
- 1500 метров — 4.33,8 (1912 г.)
- 5000 метров — 17.17,0 (1912 г.)
- 10000 метров — 36.05,0 (1912 г.)